# イオンマーケットインベストメント
イオンマーケットインベストメント株式会社（Aeon Market Investment Inc.）は、千葉県千葉市に本社を置く日本のスーパーマーケット事業の管理会社で、イオン株式会社の完全子会社。

## 概要
2015年3月に設立されたユナイテッド・スーパーマーケット・ホールディングス株式会社（以下、「U.S.M.H」）の株式を、イオン株式会社と丸紅株式会社が共同で保有するために設立された合弁会社である。
U.S.M.Hの株式を52.31％（2024年2月29日現在）保有しており、U.S.M.Hはその設立経緯からイオン株式会社の連結子会社、及び丸紅株式会社の持分法適用会社であった。現在はイオン株式会社の完全子会社である。

## 沿革
- 2014年12月9日 - 丸紅が保有するマルエツ株式を取得するため、公開買付けを開始。
- 2015年1月14日 - 公開買付け期間の終了。
- 2015年1月15日 - イオンを分割会社とし、当社を承継会社とする吸収分割を実施。当社は、イオンの保有するマルエツ株式、カスミ株式及びマックスバリュ関東株式を承継[4]。
- 2015年1月19日 - U.S.M.H設立時において共同持株会社の議決権の過半数を取得する為に必要となるマルエツ株式（但し、イオン保有のマルエツ株式を除く）の取得代金を確保するとともに、当社をイオンと丸紅の合弁会社とするため、イオン及び丸紅を引受先とする第三者割当増資を実施。
- 2015年3月2日 - 子会社であるユナイテッド・スーパーマーケット・ホールディングス株式会社を設立。[5]
- 2023年12月29日 - 丸紅株式会社が所有していた株式（28.18％）の全部をイオン株式会社に売却完了。これにより、丸紅株式会社の持分法適用会社でなくなり、イオン株式会社の100%完全子会社となる[6]。